# Sole nudo
Sole nudo è un film del 1984 diretto da Tonino Cervi.

## Trama
Luca Adami, dopo essere caduto in un mare di guai lavorativi a Roma, fugge a Rio in cerca di fortuna, ma ha risultati deludenti.
Qui conosce una bellissima ragazza delle favelas che lo accompagna a visitare i posti più nascosti e mistici di questa bellissima città e gli fa riacquistare la voglia di vivere, anche consigliato da un enigmatico cameriere.
I due protagonisti ballano sulla spiaggia di Copacabana all'alba.